# Florália
A Floralia era um festival romano, em honra à deusa Flora, ocorrido no mês de maio e ligado ao ciclo agrário, para consagrar as florações da primavera. Iniciava-se em 28 de abril e se estendia até 3 de maio, com representações teatrais, solturas de animais associados à fertilidade e divertimentos realizados no Circo Máximo. Foi criado em 240 a.C. pelos irmãos edis Públio e Marco Publício Maleolo.

## Deusa Flora

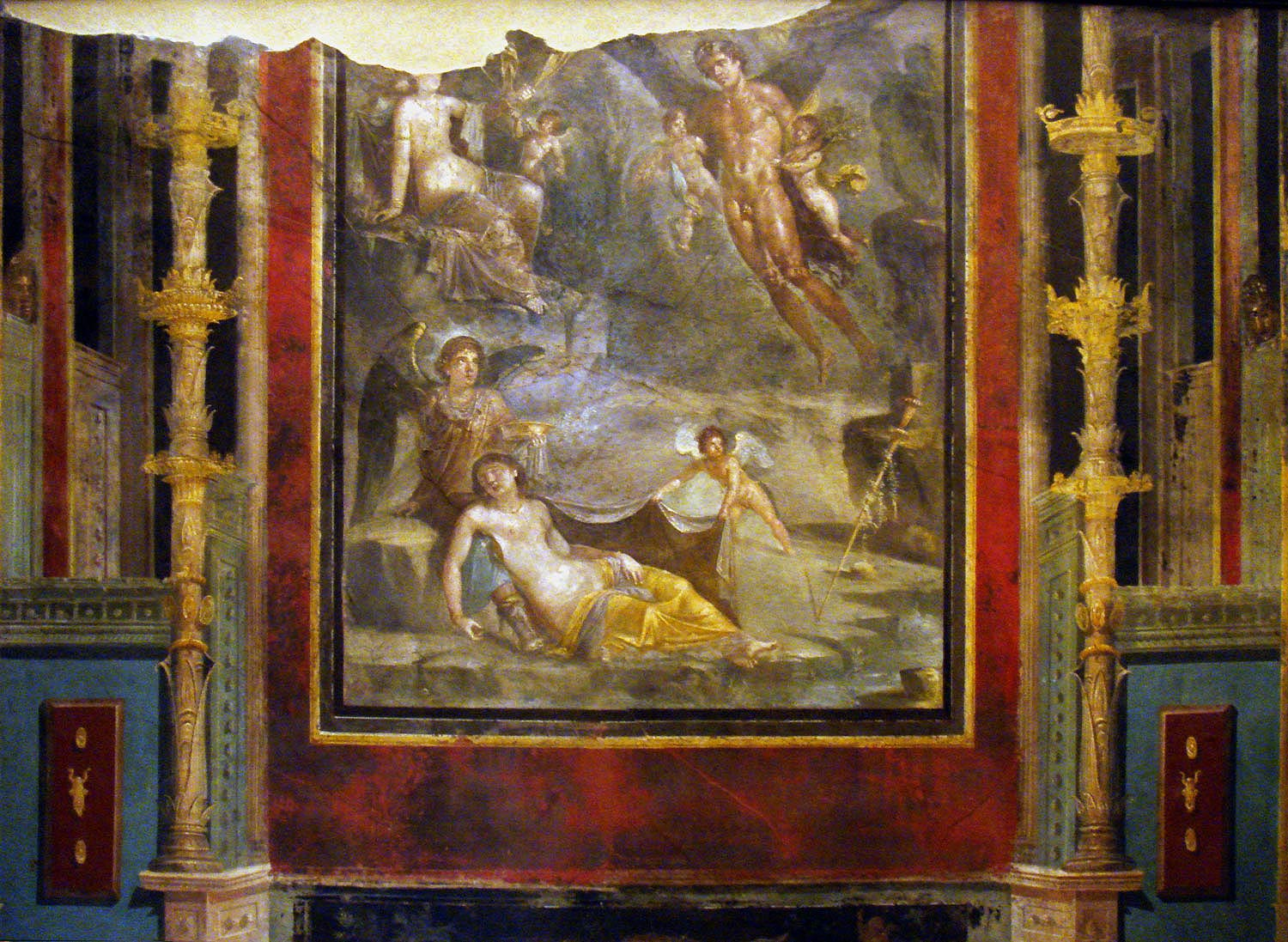
Casamento de Clóris e Zéfiro. Afresco de Pompeia.

O poeta Ovídio, na obra Os Fastos (livro V), descreve-a como "mãe das flores", "deidade amiga" e "deusa jovial".  Além de reinar sobre as flores, os campos também eram de seus cuidados: as videiras (produção de vinho), o olival (azeite e azeitonas), codeços, timo , ervilhas e lentilhas. Seus domínios eram os campos e jardins cercados e não o que era selvagem.
“-De que provém caçarem em teus jogos
Triste cabra montês, medrosa lebre,
E não da Líbia horríficas leoas?”-

Expôs-me por causal, que os seus domínios
Não eram selvas: eram hortos, campos,
Contra feras terríficas defesos."
Ovídio narra, no poema-calendário, que ela era Clóris (ninfa dos campos) e Flora foi seu nome dado na região do Lácio. As florações lhe foram consagradas após Zéfiro raptá-la e desposá-la, dando as flores como dote. Sua função era cuidar de tudo que da terra brotasse. Segundo a lenda, Flora ajudou no nascimento de Marte, ao entregar uma flor fecunda, existente em seus jardins, à sua mãe que o desejava, mas não queria engravidar através da relação sexual com uma figura masculina.

## História do Festival

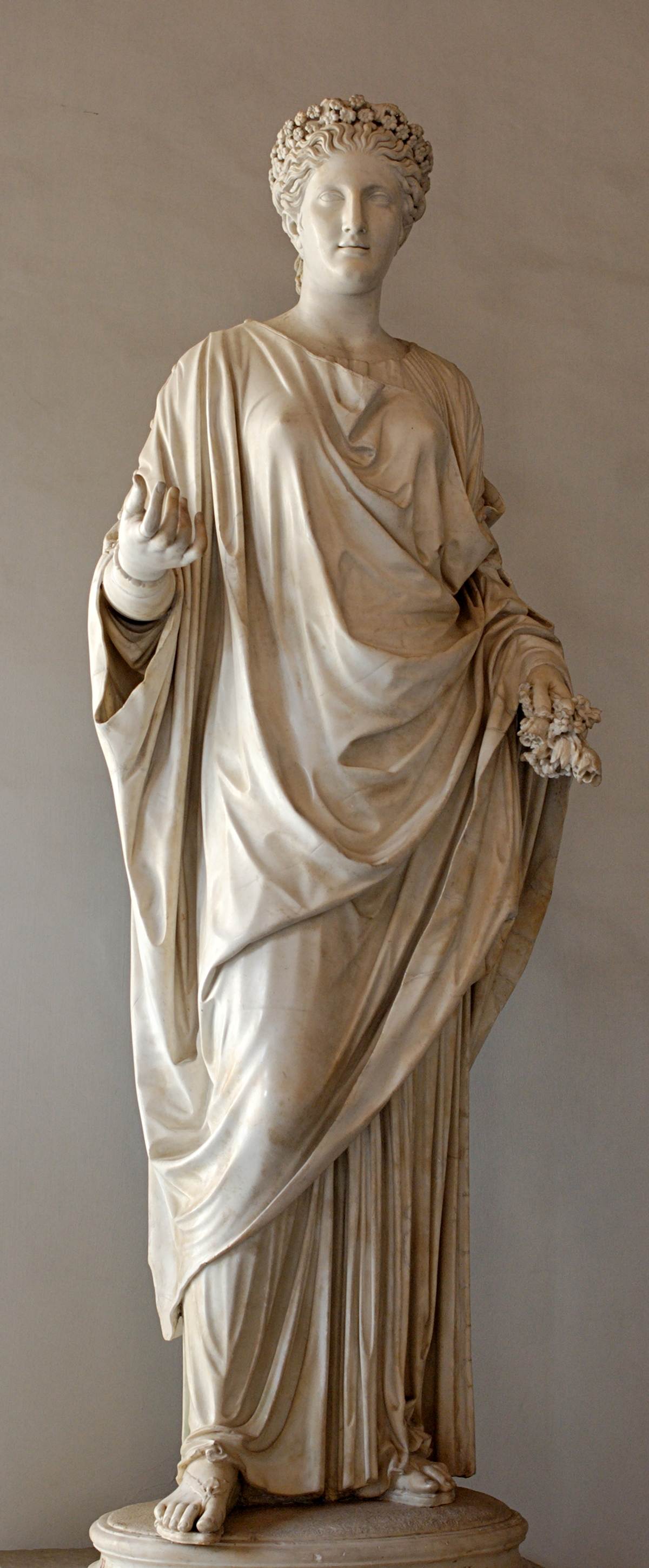
Estátua de Flora

Sob a direção do oráculo dos livros Sibilinos, em 240 a.C, foi construído um templo em honra a Flora, dedicado em 28 de abril. A Floralia foi instituída para pedir sua proteção. Devido às más colheitas, as festas foram intermitentes durante quase cem anos (entre 240 a.C a 173 a.C), tendo sido retomadas de forma anual a partir daí. Pela ausência de tais festivais é que Flora esquecera seu ofício, negligenciando seus campos, proporcionando esse período decadente. Ovídio narra a fala da deusa sobre a suspensão de suas festas:
"Ai! de quem nos despreza! ao desacato
Sobr’está logo a pena ; então não pomos
À nossa justa cólera limites.
(...)
“Longo fora o catálogo das penas,
Que hemos dado a sacrilégios; só quero
Narrar-te as que infligi. De Roma os Padres
Tinham-me preterido; eu que faria?

Como desagravar-me e escarmentá-los?
Absorta em meu pesar, o ofício esqueço;
(...)

“Não promovia eu mesma aquelas perdas;
Não sou cruel na ira; per si vinham,
E eu não as repelia."
Os jogos (Ludi Florales) foram reinstituídos, em 173 a.C, pelo Senado, para honrar a deusa e trazer um período próspero para a agricultura novamente.

## Características
- Duração: 28 abril-3 de maio.[3]

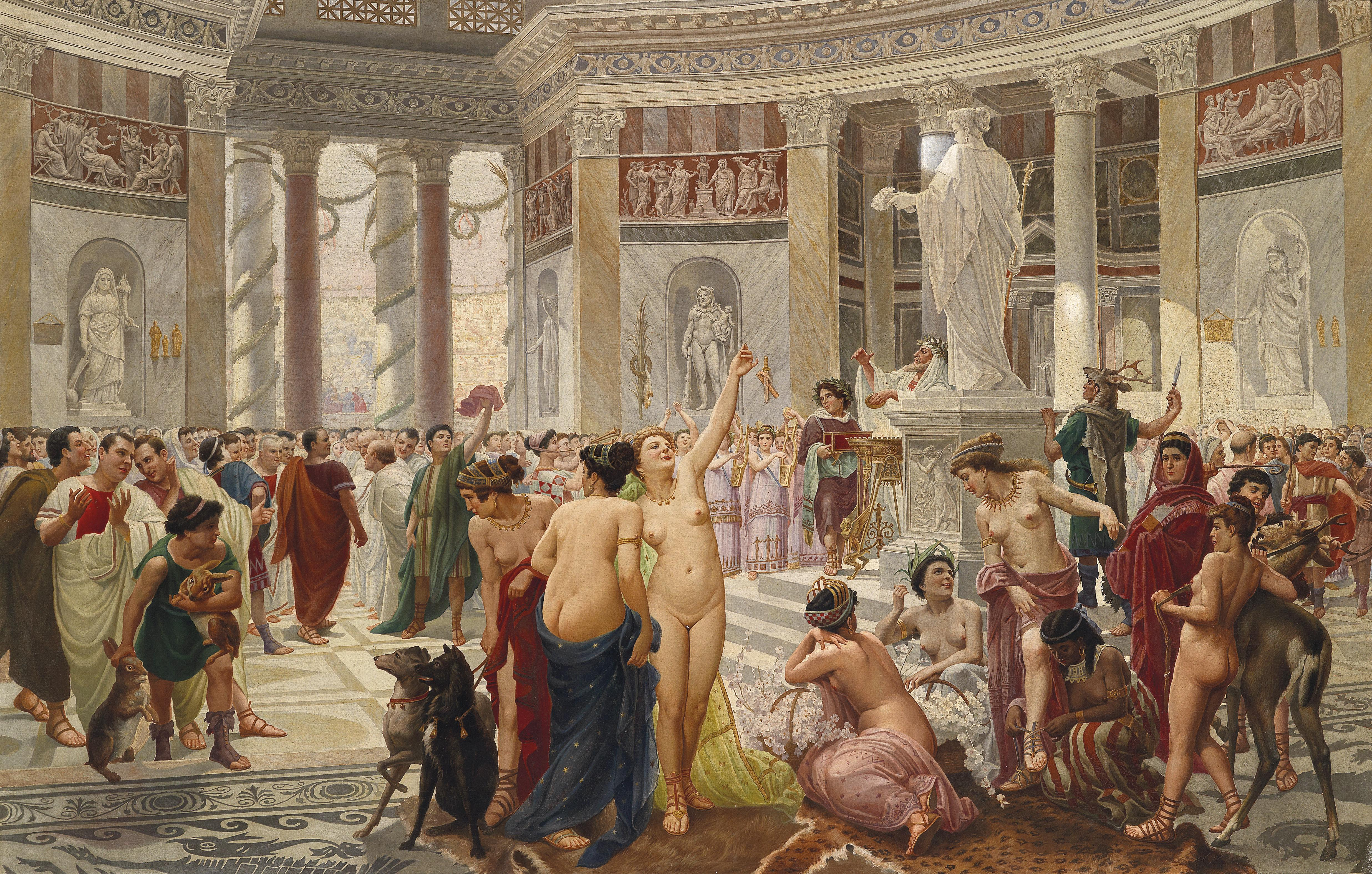
Proper Piatti : Floralia, 1899

- Financiado pelos Edis Curuis (posição originalmente ocupada pelos patrícios, mas depois aberta aos plebeus).[5]
- Soltavam cabras e lebres no Circo Máximo,[2] animais associados à fertilidade (uma preocupação com a concepção da mulher, pois sua imagem era fortemente ligada à natureza, por sua fertilidade e fecundidade, já que o principal atributo de uma mulher era conceder um filho ao seu marido e conseqüentemente um cidadão romano).
- Os participantes jogavam grãos-de-bico para as pessoas no circo.[3]
- As prostitutas atuavam nuas no teatro e lutavam na arena de gladiadores.[3]
- Ocorriam a encenação de Farsas e mímicas, que tiveram seu reconhecimento oficial, eram conhecidas por sua licenciosidade.[3]
- Diversidade de cores provenientes das flores na decoração e também das vestimentas, pois, ao contrário do usual branco no ritual de Ceres, as mulheres vestiam-se com roupas coloridas.[2]
- Coroas florais eram usadas ao redor da fronte.[2]
- Excesso de essências e flores na decoração.[2]
- Consumação de vinho, acarretando um comportamento mais solto das pessoas.[2]
- Um festival que proporcionava alegria e perplexidade com tamanha beleza e divertimento das festas.[2]
- Seu fundamento era oposto aos assuntos da guerra, ou qualquer outro assunto de caráter austero.[2]

## Ligações Externas
- Ludi Florales (em inglês)